# (11377) Nye
(11377) Nye (1998 SH59) – planetoida z pasa głównego asteroid okrążająca Słońce w ciągu 5,81 lat w średniej odległości 3,23 j.a. Odkryta 17 września 1998 roku.